# Eleição presidencial no Alabama em 2008
A eleição presidencial de 2008 no estado norte-americano do Alabama ocorreu em 4 de novembro de 2008, assim como em todos os 50 estados e o Distrito de Colúmbia. Os eleitores escolheram sete representantes, além do presidente e vice-presidente. 
No Alabama, o candidato vitorioso foi o republicano John McCain que recebeu 22 % de votos a mais que o segundo colocado no estado, ou seja 453.067 votos a maisBarack Obama, do Partido Democrata.